# Itoka le monstre des galaxies
Pour plus de détails, voir Fiche technique et Distribution.
Itoka le monstre des galaxies (宇宙大怪獣ギララ, Uchu daikaijû Girara) est un film japonais réalisé par Kazui Nihonmatsu (en) et sorti en 1967.

## Fiche technique
- Titre français : Itoka, le monstre des galaxies
- Titre original : 宇宙大怪獣ギララ (Uchu daikaijû Girara?)
- Titre anglais : The X from Outer Space
- Réalisation : Kazui Nihonmatsu (en)
- Scénario : Moriyoshi Ishida, Eibi Motomochi, Kazui Nihonmatsu
- Musique originale : Taku Izumi
- Photographie : Shizuo Hirase
- Décors : Shigemori Shigeta
- Montage : Yoshi Sugihara
- Effets spéciaux : Hiroshi Ikeda
- Production : Wataru Nakajima
- Société de production : Shōchiku
- Pays de production :  Japon
- Langue originale : japonais
- Format : couleur — 2,35:1 — 35 mm — son mono
- Genre : Film de science-fiction, kaiju eiga
- Durée : 89 minutes (métrage : six bobines - 2 410 m[1])
- Dates de sorties :
  - Japon : 25 mars 1967[1]
  - France : 12 décembre 1968[2]
- Classification : tous publics[2]

## Distribution
- Shun'ya Wazaki (ja) (crédité sous le nom de Toshiya Wazaki) : capitaine K. Sano
- Peggy Neal (ja) : Lisa Schneider
- Itoko Harada (ja) : Michiko Taki
- Shin'ichi Yanagisawa (ja) : H. Miyamoto
- Eiji Okada : Dr Kato
- Franz Gruber (en) : Dr Berman
- Keisuke Sonoi (ja) : Dr M. Shioda
- Mike Daneen : Dr Stein
- Torahiko Hamada : M. Kimura
- Ryūji Kita (ja)
- Hiroshi Fujioka (ja) : employé de la base lunaire
- Yūichi Okada : Guilala

## Autour du film
Des images du film ont été utilisées par Yōji Yamada dans la séquence inaugurale du rêve de Tora-san dans son film C'est dur d'être un homme : Amour interdit (1984).